# Guy Torry
Robert Torry, meglio noto come Guy Torry (Saint Louis, 5 gennaio 1969), è un attore statunitense.
È sposato dal 2002 con Monica Askew e ha un fratello, Joe, anch'egli attore.

## Filmografia parziale

### Cinema
- American History X, regia di Tony Kaye (1998)
- Life, regia di Ted Demme (1999)
- Animal (The Animal), regia di Luke Greenfield (2001)
- Pearl Harbor, regia di Michael Bay (2001)
- Don't Say a Word, regia di Gary Fleder (2001)
- La giuria (Runaway Jury), regia di Gary Fleder (2003)

### Televisione
- X-Files – serie TV, episodio 8x06 (2000)
- Dead and Deader, regia di Patrick Dinhut – film TV (2006)

## Doppiatori italiani
Nelle versioni in italiano dei suoi lavori, Guy Torry è stato doppiato da:
- Corrado Conforti in American History X, X-Files
- Fabrizio Vidale in Don't Say a Word
- Mirko Mazzanti in The Shield
- Nanni Baldini ne La giuria